# 什馬伊夫卡
51°22′22″N 30°40′43″E / 51.37278°N 30.67861°E
什馬伊夫卡（烏克蘭語：Шмаївка），是烏克蘭北部切爾尼戈夫州切爾尼戈夫區米哈伊洛-科秋宾斯凯市镇的村落。始建於1940年，面積0.66平方公里，海拔高度104米，2001年人口142，人口密度每平方公里215.2人。